# Susan Sirma
Susan Sirma (née le 26 mai 1966) est une athlète kényane spécialiste du demi-fond. 

## Carrière

### Palmarès
| Date | Compétition           | Lieu     | Résultat | Épreuve      | Performance   |
| ---- | --------------------- | -------- | -------- | ------------ | ------------- |
| 1987 | Jeux africains        | Nairobi  | 2e       | 1 500 mètres | 4 min 14 s 12 |
| 1987 | Jeux africains        | Nairobi  | 1re      | 3 000 mètres | 9 min 19 s 20 |
| 1991 | Championnats du monde | Tokyo    | 7e       | 1 500 mètres | 4 min 05 s 47 |
| 1991 | Championnats du monde | Tokyo    | 3e       | 3 000 mètres | 8 min 39 s 41 |
| 1991 | Jeux africains        | Le Caire | 1re      | 1 500 mètres | 4 min 10 s 68 |
| 1991 | Jeux africains        | Le Caire | 1re      | 3 000 mètres | 8 min 49 s 33 |

### Records
| Épreuve      | Performance    | Lieu   | Date              |
| ------------ | -------------- | ------ | ----------------- |
| 1 500 mètres | 4 min 05 s 47  | Tokyo  | 29 août 1991      |
| 3 000 mètres | 8 min 39 s 41  | Tokyo  | 26 août 1991      |
| 5 000 mètres | 15 min 03 s 52 | Berlin | 10 septembre 1991 |